# Qatar ai Giochi olimpici
Il Qatar ha partecipato alle sue prime Olimpiadi estive nel 1984 a Los Angeles, ma non ha ancora partecipato a nessuna delle edizioni delle Olimpiadi invernali.
Una rappresentanza femminile si è avuta per la prima volta a Londra 2012.
La prima medaglia per il Qatar è stata vinta da Mohammed Suleiman sui 1500 metri a Barcellona 1992, mentre le prime medaglie d'oro sono state conquistate a Tokyo 2020 da Fares Ibrahim nel sollevamento pesi e da Mutaz Essa Barshim nel salto in alto.
Il Comitato Olimpico del Qatar, creato nel 1979, venne riconosciuto dal CIO nel 1980.

## Medaglieri

### Medaglie alle Olimpiadi estive
| Giochi              | Oro | Argento | Bronzo | Totale | Posizione |
| ------------------- | --- | ------- | ------ | ------ | --------- |
| Los Angeles 1984    | 0   | 0       | 0      | 0      | -         |
| Seul 1988           | 0   | 0       | 0      | 0      | -         |
| Barcellona 1992     | 0   | 0       | 1      | 1      | 54°       |
| Atlanta 1996        | 0   | 0       | 0      | 0      | -         |
| Sydney 2000         | 0   | 0       | 1      | 1      | 70°       |
| Atene 2004          | 0   | 0       | 0      | 0      | -         |
| Pechino 2008        | 0   | 0       | 0      | 0      | -         |
| Londra 2012         | 0   | 1       | 1      | 2      | 64°       |
| Rio de Janeiro 2016 | 0   | 1       | 0      | 1      | 69°       |
| Tokyo 2020          | 2   | 0       | 1      | 3      | 41°       |
| Parigi 2024         | 0   | 0       | 1      | 1      | 84°       |
| Totale              | 2   | 2       | 5      | 9      |           |

## Medaglie
| Medaglia | Atleta                         | Edizione        | Sport             | Evento                    |
| -------- | ------------------------------ | --------------- | ----------------- | ------------------------- |
| Bronzo   | Mohammed Suleiman              | Barcellona 1992 | Atletica          | 1500 metri maschili       |
| Bronzo   | Said Saif Asaad                | Sydney 2000     | Sollevamento pesi | Categoria 105 kg maschili |
| Bronzo   | Nasser Al-Attiyah              | Londra 2012     | Tiro              | Skeet                     |
| Argento  | Mutaz Barshim                  | Londra 2012     | Atletica          | Salto in alto             |
| Argento  | Mutaz Barshim                  | Rio 2016        | Atletica          | Salto in alto             |
| Oro      | Mutaz Barshim                  | Tokyo 2020      | Atletica          | Salto in alto             |
| Oro      | Fares Ibrahim                  | Tokyo 2020      | Sollevamento pesi | 96 kg maschile            |
| Bronzo   | Cherif Younousse , Ahmed Tijan | Tokyo 2020      | Beach volley      | Torneo maschile           |
| Bronzo   | Mutaz Barshim                  | Parigi 2024     | Atletica          | Salto in alto             |